# Östersjön (Kållerstads socken, Småland)
Östersjön är en sjö i Gislaveds kommun i Småland och ingår i Lagans huvudavrinningsområde. Sjön är 7,8 meter djup, har en yta på 0,168 kvadratkilometer och befinner sig 171,2 meter över havet. Sjön avvattnas av vattendraget Lillån. Vid provfiske har bland annat abborre, braxen, gädda och mört fångats i sjön.

## Delavrinningsområde
Östersjön ingår i det delavrinningsområde (633837-136593) som SMHI kallar för Inloppet i Draven. Medelhöjden är 164 meter över havet och ytan är 34,67 kvadratkilometer. Det finns inga delavrinningsområden uppströms utan avrinningsområdet är högsta punkten. Lillån som avvattnar avrinningsområdet har biflödesordning 3, vilket innebär att vattnet flödar genom totalt 3 vattendrag innan det når havet efter 154 kilometer. Delavrinningsområdet består mestadels av skog (61 %) och jordbruk (15 %). Avrinningsområdet har 0,55 kvadratkilometer vattenytor vilket ger det en sjöprocent på 1,6 %. Bebyggelsen i området täcker en yta av 1,42 kvadratkilometer eller 4 % av avrinningsområdet.

## Fisk
Vid provfiske har följande fisk fångats i sjön:
- Abborre
- Braxen
- Gädda
- Mört
- Sutare